# Lily Brick
Mireia Serra i Bernadó (Lleida, 1990), més coneguda pel nom artístic de Lily Brick, és una artista i muralista catalana inspirada per les obres d'Alfons Mucha i de Tamara de Lempicka. Després d'estudiar disseny gràfic i viure un temps a València i Brussel·les, va adoptar el seu pseudònim l'any 2014 en homenatge a l'artista russa Lília Brick a fi de dedicar-se professionalment a l'art de carrer.
El 2023 va ser considerada com una de les 50 artistes urbanes més influents del món en el llibre Street Art by Women de Diego López.

## Estil i trajectòria
Lily Brick crea murals de gran format amb pintura en esprai en espais rurals amb un estil proper a la poesia visual. Pinta principalment dones pèl-roges «gegantes» caracteritzades per la força i la calidesa de la mirada, talment Pippi Långstrump. L'obra Juliette, en una paret isolada de l'espai natural de Lo Clot de la Unilla, va fer-la coneguda i valorada internacionalment.
El desembre de 2015 es va inaugurar una exposició individual de l'artista a la Fundació Vallpalou de Lleida amb el títol d'«Ego»: una col·lecció de sis lones de plàstic de gran format, en la qual representà mitjos rostres, acomplint el repte de transmetre tendresa, arrogància o desafiament segons el cas.

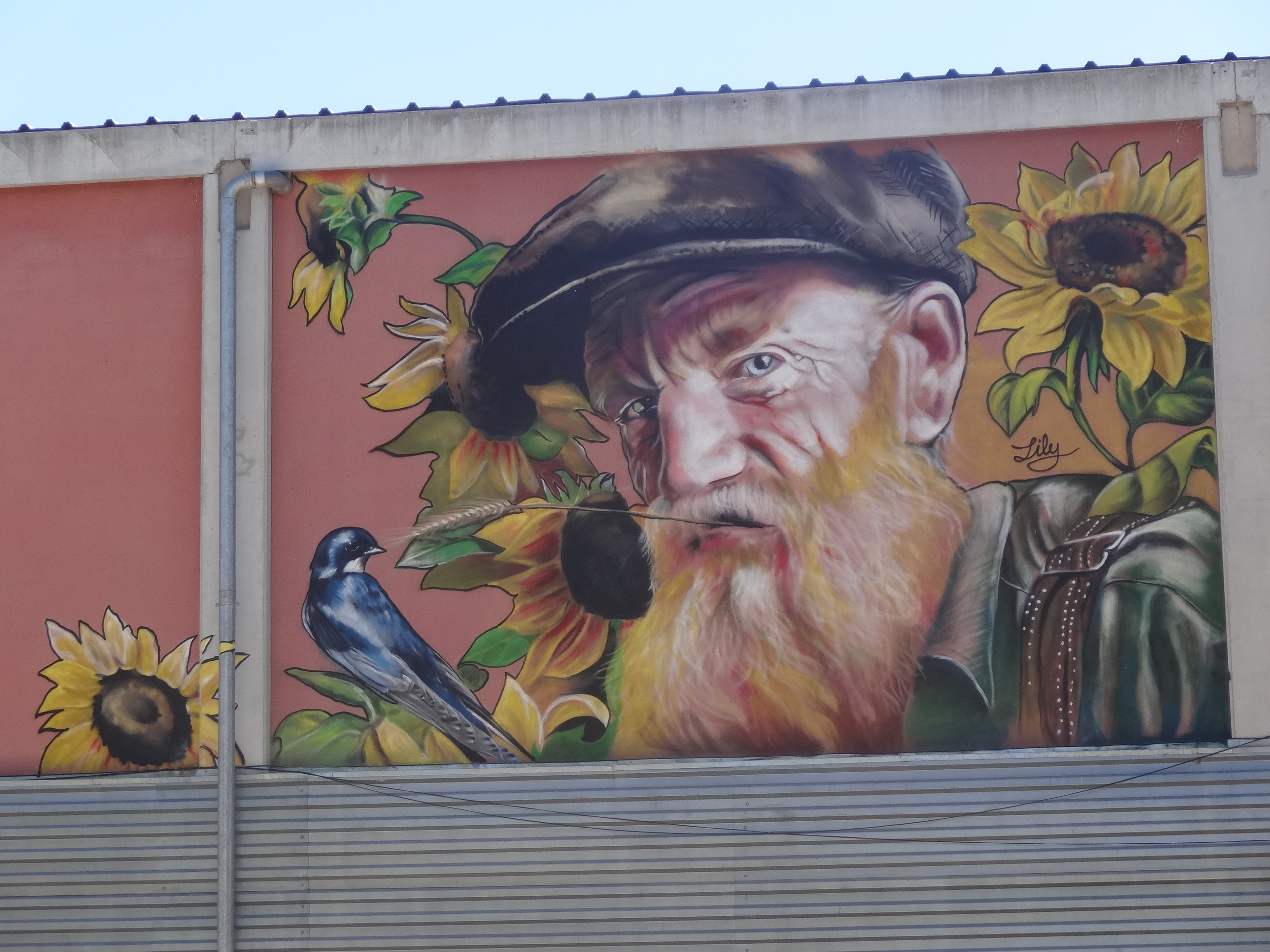
Mural a Penelles

El març de 2016 va pintar un mural al centre històric de Lleida en homenatge a totes les dones que han patit o patiran càncer de mama, per iniciativa de l'associació Mamapop. El mural s'ubicà a prop de la plaça dels Gramàtics i compta amb tres elements: una dona, una flor i un llum. El maig del mateix any va fer una peça mural al Gargar Festival de Penelles, representant-hi un pagès pel-roig amb uns gira-sols. En aquella edició del festival, 23 artistes van pintar murals a diferents parts del poble per a recuperar espais públics a través de l'art i fomentar el coneixement d'altres expressions artístiques.
L'abril de 2017 va participar en l'exposició «Arte urbano: de la calle al museo» del Museu de Belles Arts de Múrcia en el context del Murcia Street Art Project. L'any 2017 pintà un mural al prestigiós Hotel 128 de l'Street Art City de Lurcy-Lévis.

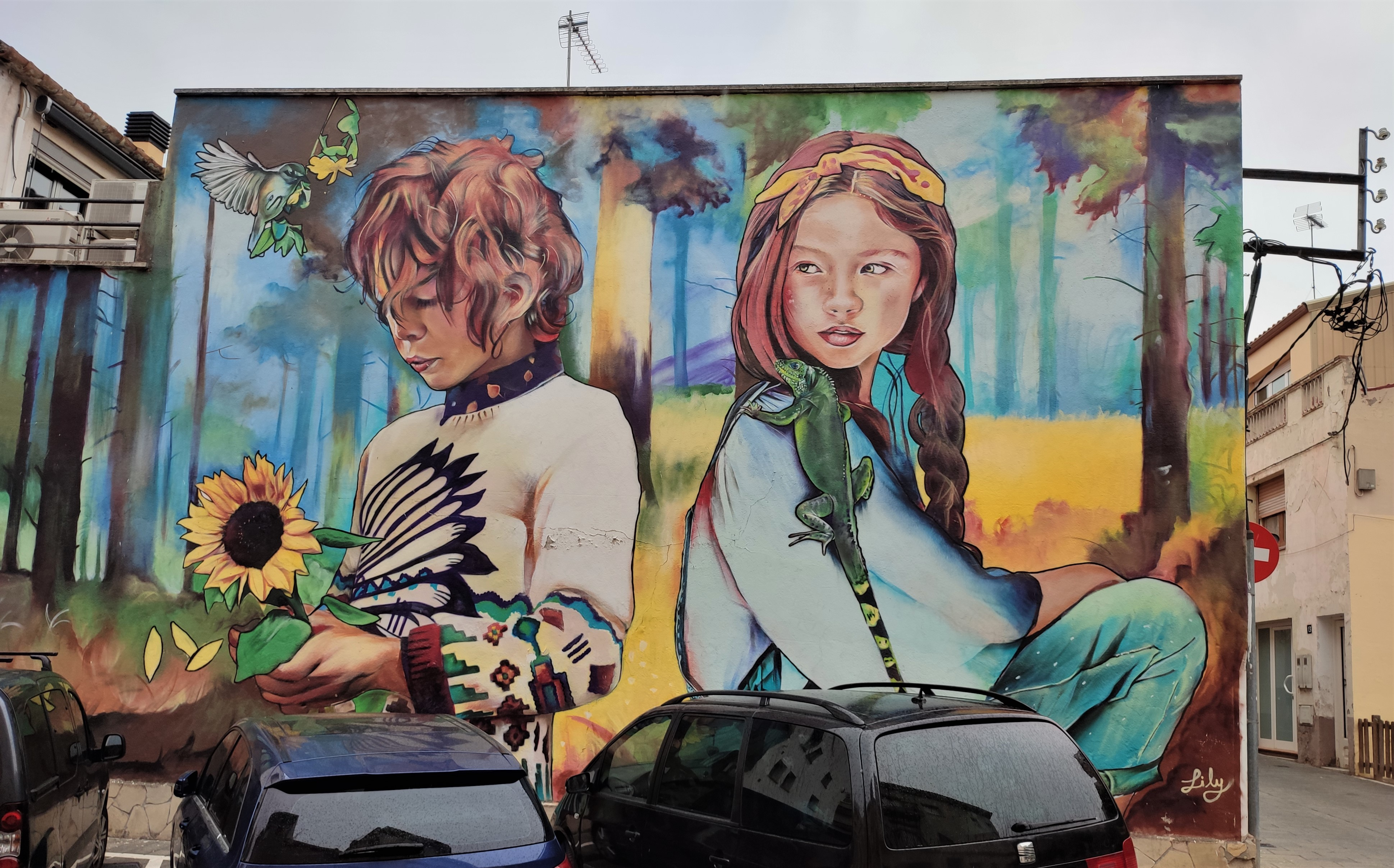
Happy childhood

L'any 2018 fou seleccionada per al programa Graffiti without Gravity: Street Art in Space de l'Agència Espacial Europea amb seu a Noordwijk. L'abril del mateix any va fer un mural de grans dimensiona al Cogul, amb el títol Mares de la terra, representant motius relacionats amb el poble i el paisatge del territori i fent referència a l'època en què s'habitava la Roca dels Moros. Al mes de setembre va participar en el festival Meninas de Canido a Ferrol, fent un homenatge al quadre de Diego Velázquez que posa el focus en la infanta Margarida. Més endavant va participar en la tercera edició del festival IntARTvenció a Martorell, amb l'obra Happy childhood sobre el respecte a la infància.
L'any 2019 fou la convidada a realitzar el calendari de Pagès Editors, integrat per un seguit de peces de l'artista. L'abril de 2019 es va inaugurar una mostra individual a la Galeria Espai Cavallers de Lleida, titulada «De zero», en la qual va mostrar obres fetes amb esprai i amb diferents tècniques, emprant processos experimentals que posteriorment es reflecteixen als seus murals.

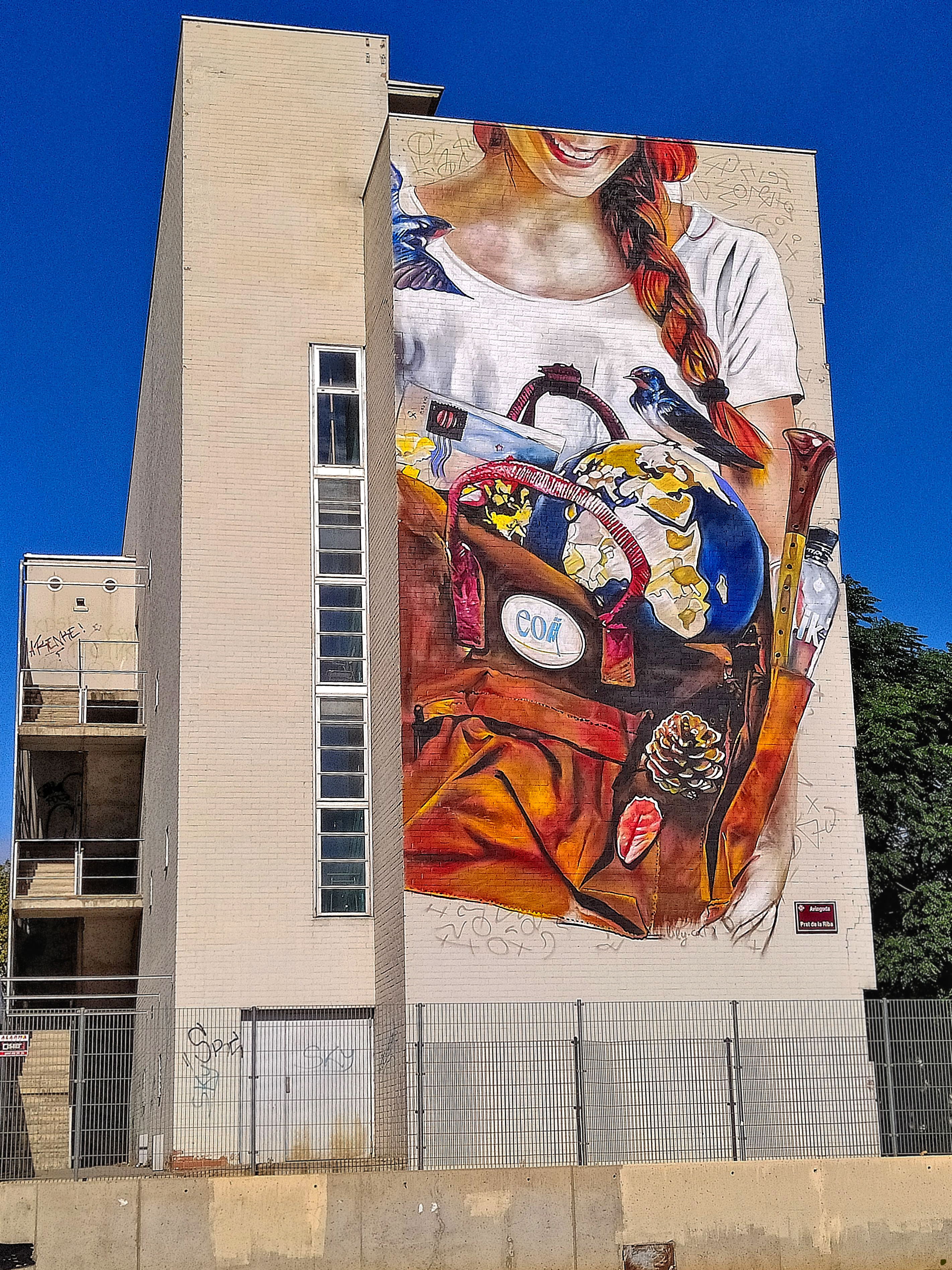
Paret lateral de l'Escola Oficial d'Idiomes

L'any 2020 realitzà murals al campus tecnològic i científic de l'Indian Institute of Technology de Bombai en el marc del Techfest, la fira tecnològica més gran d'Àsia, i al carrer de Sant Joan de Reus en una de les façanes de l'antic Hospital amb motiu dels deu anys del Casal de Joves la Palma. El febrer del mateix any va realitzar un mural a la Llar de Sant Josep de Lleida, que va comptar amb la col·laboració de les persones residents i usuàries, i el mes de març va iniciar un mural a l'Escola Oficial d'Idiomes al barri de Pardinyes de Lleida. El juliol de 2020 va finalitzar un mural a la Fuliola dedicat a les Festes del Segar i el Batre, realitzat per a commemorar els nou-cents anys del municipi. El novembre de 2020 va fer un mural a Sant Llorenç de Montgai contra la violència de gènere, que representa un tipus d'orquídia descoberta el 2018 al Pirineu, una espècie protegida que es troba en perill d'extinció i que destaca per la seva fortalesa.
L'any 2021, creà un relat gràfic en forma de vinyeta a la paret exterior de Cellers Tarroné. Amb un estil que recorda l'aquarel·la i imita una pintura elaborada amb vi, resumeix amb detall i minuciositat la història de totes les generacions de la família que han fet créixer el projecte familiar de fer vi a Batea. El maig del mateix any, en col·laboració amb l'artista Erik Schmitz, va realitzar un mural a l'Escola d'Art i Superior de Disseny Ondara de Tàrrega, que representa la unió de l'escola i la força de créixer junts. El mes de juny va pintar un mural col·laboratiu a la plaça de la Pastora del barri barceloní de Vallcarca, dins del projecte «Parets amb ànima» impulsat pel Grup ATRA, que cerca implicar les usuàries i aplicar l'art com a eina generadora de canvi social i de transformació de les persones. El juliol de 2021 va realitzar un mural de gran format al barri de Pontepedriña de Santiago de Compostel·la, com a part del Delas Fest, el primer festival feminista d'art urbà a Europa. El mateix any va participar en l'acte institucional de la Diada Nacional de Catalunya amb un mural d'homenatge a Pau Casals a Penelles que també fou la imatge del cartell i que es projectà durant l'acte oficial a Barcelona. A l'octubre va participar al Festival 23700, organitzat per Rampa PRO a Linares, amb un mural inspirat en la història dels marquesos de Linares. El mes de desembre va inaugurar una exposició individual a l'Espai Cavallers de Lleida, titulada «Imprescindibles», presentant peces inspirades en les grans avantguardes històriques partint dels colors primaris.
El febrer de 2022 va realitzar un mural solidari promogut per la Fundació Banc dels Aliments contra el malbaratament alimentari, acompanyada de set artistes urbans més: Txus Montejano, Llukutter, Kamma Marlo, Fil, Sermon i la parella Cactusoup. El mes de març es va emetre el seu episodi de la sèrie documental La pell dels murs de TV3, que mostra el procés de creació de grans obres murals per part de deu artistes catalans. El mateix mes va fer un mural al Centre Municipal Terres en Couleurs de Pithiviers en el marc de la setmana per la igualtat de gènere, impulsat per l'equip de Label Valette Festival.